# 옹성 (건축)

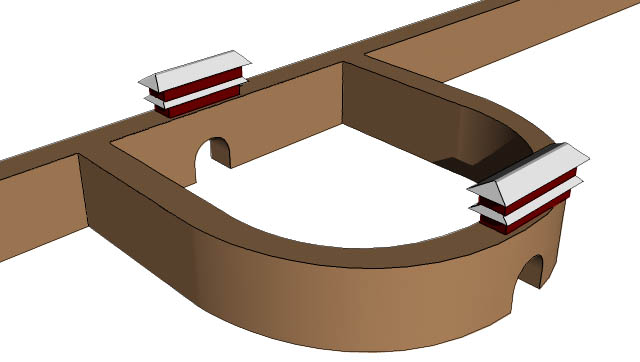
옹성의 구조

옹성(甕城)은 군사적으로 중요한 성문 밖을 반원형이나 ㄷ형으로 둘러 쌓은 성곽의 시설이다.  동이족의 4,000여년전 성곽에 적용했다는 증거들이 다수 발견되고 있으며, 중국에서는 월성(月城)이라 불리는데 한나라시대에 비로소 적용했다.
치라고도 불리며, 수원화성, 남한산성등에서 볼 수 있다.

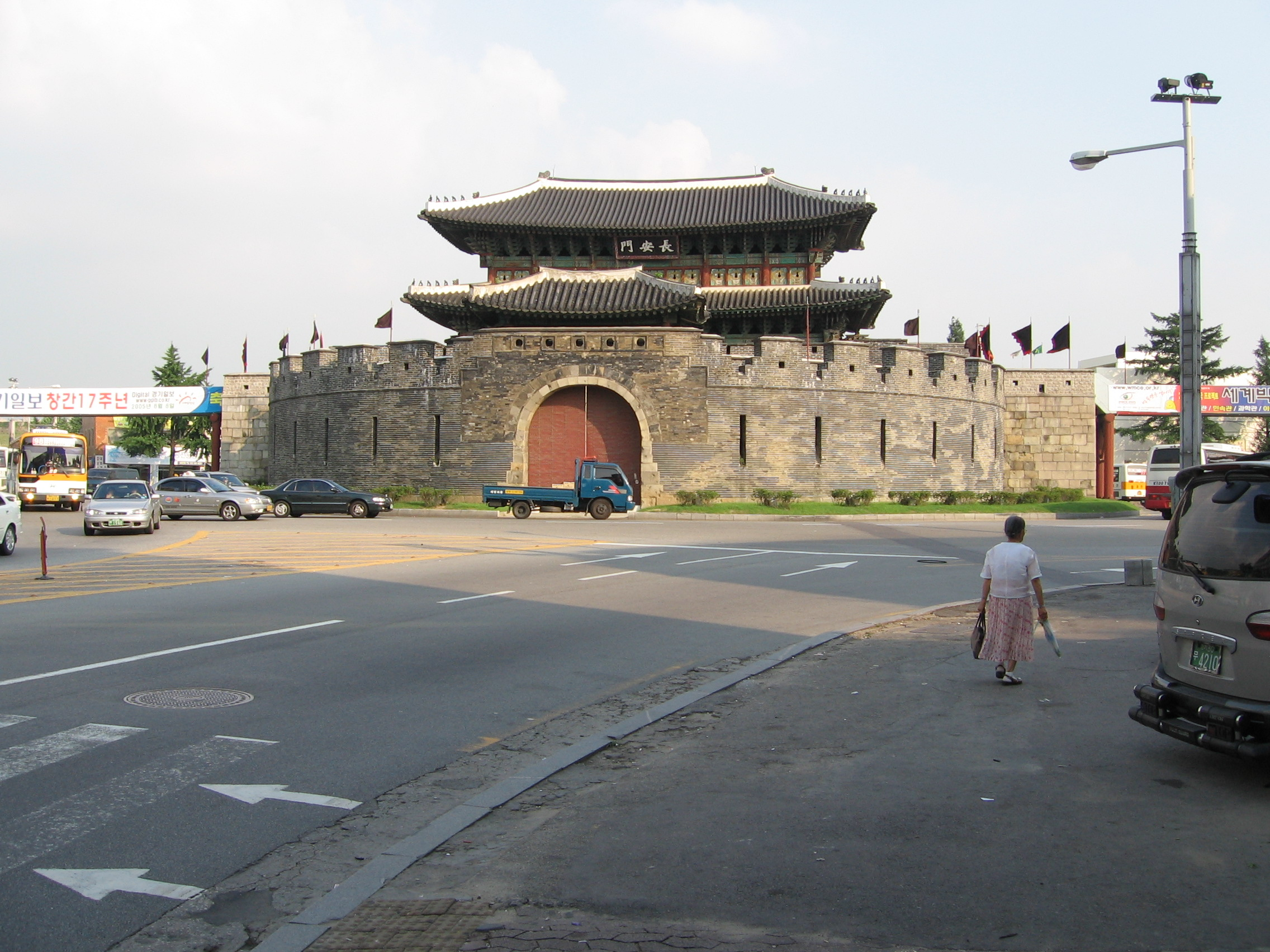
수원시 장안문 옹성

## 같이 보기
- 성
  - 구루와
  - 망루
  - 망루 (일본의 성)
  - 성문 (건축)
    - 고구치
    - 산해관
    - 영남문 (타이난 시) (寧南門)
    - 정양문 (正陽門)

  - 중화문
  - 성 목록
    - 만리장성
- 지명
  - 시안시 - 역대 중국 역사 중 가장 많은 황조의 수도였던 곳이어서 관련 성 건축물이 많이 있다.